# XMule
xMule est un client Peer-to-Peer sous licence GPL, utilisant le réseau ED2K (acronyme d'eDonkey2000), successeur de lMule, pour le système d'exploitation Linux.
Depuis le 18 janvier 2009, une note sur le site officiel de xMule, signée du développeur Avi Vahl, annonce l'arrêt officiel du développement. Avi Vahl justifie cette décision par le fait que eMule est mort et que l'avenir du Peer-to-Peer est le BitTorrent (protocole).